# Swertia guibeiensis
Swertia guibeiensis là một loài thực vật có hoa trong họ Long đởm. Loài này được C.Z. Gao miêu tả khoa học đầu tiên năm 1994.